# Robert Drasnin
Robert Jackson Drasnin (* 17. November 1927 in Charleston, West Virginia; † 13. Mai 2015 in Tarzana, Kalifornien) war ein US-amerikanischer Komponist und Dirigent. Er schuf einige musikalische Werke für das Kino der 1960er und 1970er Jahre, darunter Kompositionen für Filme wie Ritt im Wirbelwind, Das Kabinett der blutigen Hände oder Der Brief an den Kreml.

## Leben und Karriere
Robert Drasnin wurde 1927 in Charleston im Bundesstaat West Virginia geboren, lebte aber seit 1938 in Südkalifornien. Drasnin studierte Musik an der University of California, Los Angeles und machte dort 1949 seinen Abschluss. Anschließend spielte er Saxophon, Klarinette und Flöte in den Swingbands von Skinnay Ennis und Les Brown. Nach seiner Militärzeit, Drasnin hatte im Koreakrieg gekämpft, wurde er zum Associate Conductor des UCLA Symphony berufen. In den 1950er Jahren spielte er neben seiner Tätigkeit als Dirigent auch mit dem Orchester von Tommy Dorsey und dem Red Norvo Quintett.
Mitte der 1950er Jahre begann er Musik für Film und Fernsehen zu schreiben. In den 1960er Jahren schrieb er Musik für Filme wie den Monte Hellman Independent-Western Ritt im Wirbelwind mit Jack Nicholson in der Hauptrolle, noch im gleichen Jahr folgte seine Arbeit für Bert I. Gordons Horrorfilm Das Kabinett der blutigen Hände mit Don Ameche und Martha Hyer. 1970 schuf er für den Regisseur John Huston die Komposition zu dessen Kriminaldrama Der Brief an den Kreml.
Zwischen 1958 und 1988 komponierte Drasnin in der Hauptsache die Musik für zahlreiche Fernsehfilme und Fernsehserien. Darunter finden sich Arbeiten für TV-Serien wie Time Tunnel, Die Seaview – In geheimer Mission, Solo für O.N.C.E.L. Tennisschläger und Kanonen, Daniel Boone, Mannix, Kobra, übernehmen Sie, FBI, Petrocelli, Bronk, Cannon, Serpico, Die Straßen von San Francisco, CHiPs, Barnaby Jones oder Hawaii Fünf-Null.
Drasnin arbeitete neben seiner Tätigkeit als Komponist und Dirigent für Film und Fernsehen von 1976 bis 1991 auch als Dozent für Lehrfilmmusik, Orchestrierung und Musiktheorie an der California State University, Northridge und von 1993 bis 2014 im Programm für Filmkomposition der University of California, Los Angeles (UCLA).
Mit seiner Frau Marlene bekam Robert Drasnin drei Kinder. Sein Bruder ist der Dokumentarfilmproduzent Irv Drasnin. Drasnin starb am 13. Mai 2015 87-jährig im Providence Tarzana Medical Center im Bundesstaat Kalifornien.

## Auszeichnungen
- 2008: Aufnahme in die West Virginia Music Hall of Fame

## Filmografie (Auswahl)

### Kino
- 1955: One Way Ticket to Hell
- 1966: Ritt im Wirbelwind (Ride in the Whirlwind)
- 1966: Das Kabinett der blutigen Hände (Picture Mommy Dead)
- 1970: Der Brief an den Kreml (The Kremlin Letter)
- 1973: The Candy Snatchers
- 2002: Cinemania (Dokumentarfilm)

### Fernsehen
- 1969: Das Gold der Madonna (The Desperate Mission)
- 1970: Tod eines Bürgers (The Old Man Who Cried Wolf)
- 1971: Der Hauch des Bösen (A Taste of Evil)
- 1972: Nacht des Schreckens (Night of Terror)
- 1972: Die 250.000-Dollar-Puppe (The Heist)
- 1979: Gefahr über den Wolken (Crisis in Mid-air)
- 1983: Wer war Larry Dobbins? (Illusions)
- 1986: Wer ist meine Frau (Who Is Julia?)